# リック・ウェイランド
リチャード・ウィリアム・"リック"・ウェイランド（Richard William "Ric" Weiland、1953年4月21日 - 2006年6月24日）は、ソフトウェアの先駆者であり、プログラマ、慈善家である。
マイクロソフトの2番目の従業員で、スタンフォード大学在学中に入社した。35歳でマイクロソフトを退社し、以降は投資運用と慈善活動に専念し、LGBTQの社会的公正運動、環境、保健・福祉、教育などの分野に対する寄付を行った。彼の死後、クロニクル・オブ・フィランソロピー誌によれば、ウェイランドの遺贈は20の非営利団体の受益者に分配された1億6500万ドル以上で、全米で11番目に大きな慈善寄付であった。

## 若年期
ウェイランドはポール・アレンの高校時代からの友人であり、ワシントン州シアトルのレイクサイド・スクールでレイクサイド・プログラマーズ・グループを結成した。ウェイランド、アレン、ビル・ゲイツ、ゲイツの幼少期から親友ケント・エヴァンスは、シアトルのコンピュータ・センター・コーポレーションのPDP-10を使っていた。彼らは、オレゴン州ポートランドの会社の給与計算プログラムをCOBOLで作成したり、レイクサイド・スクールの予定表ソフトを書いたりしていた。

## マイクロソフト
アレンとゲイツは1975年にニューメキシコ州アルバカーキでマイクロソフトを設立し、同年、ウェイランドを従業員として採用した。当時のマイクロソフトの従業員はわずか5人で、ウェイランドはBASICとCOBOLのシステムのリードプログラマおよび開発者として活躍した。
マイクロソフトを一旦退社して、1976-77年にハーバード・ビジネス・スクールで数学期を過ごした後、マイクロソフトに再入社して、Microsoft Worksのプロジェクトリーダーになった。彼はアレンから「優秀なプログラマ」と評され、マイクロソフトの成功に大きく貢献した。

## 慈善活動
生涯の間に、ウェイランドは60以上の非営利団体に寄付をし、1996年から2006年の間に推定で2,150万ドルを寄付した。彼の寄付の中で最大のものは、スタンフォード大学医学部に、自身の母の名を冠した寄付講座教授であるマーサ・マイヤー・ウェイランド教授職を設立したことである。
彼は、アメリカ北西部のゲイ・コミュニティにおける積極的なメンバーとして影響力を持っていた。1997年から2001年までプライド財団の理事をしていた時には、ゼネラル・エレクトリック社に性的指向による差別を禁止する方針を盛り込むように働きかけた。2002年から2005年まで、全米GLSEN理事会のメンバーとして、全ての子供たちにとって安全な学校を推進するプログラムを熱心な支持していた。

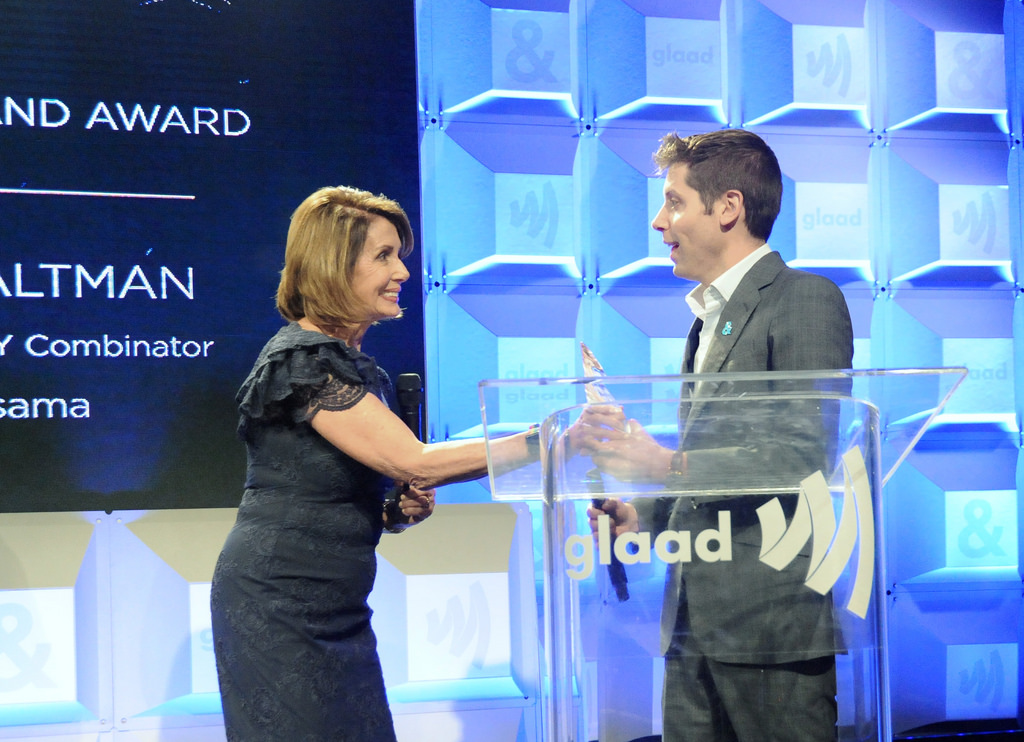
GLAAD 2017でサム・アルトマンにリック・ウェイランド賞を授与するナンシー・ペロシ

ウェイランドの死去時、プライド財団を通じてドナーアドバイスファンドが設立され、LGBTQ/AIDS関連の10の団体がその恩恵を受けている。2007年から2017年の間に、これらの団体に5600万ドル以上が分配された。これらの非営利団体のほとんどにとっては、過去最大規模の寄付となった。
他にも、キング郡ユナイテッド・ウェイ、フレッド・ハッチンソンがん研究センター、シアトル小児病院、レイクサイド・スクール、プライド財団、および3つの環境保護団体（シエラクラブ、環境保護基金、全米野生生物連盟）の8つの団体も寄付を受けた。ネイチャー・コンサーヴァンシーは、ワシントン州でのプログラムを支援するためと、地球規模の環境保護活動を支援するための2つの直接贈与を受け、それぞれで640万ドルを受け取った。
2007年のウェイランドのスタンフォード大学への5400万ドルの寄付は、スタンフォード家による大学創設時の助成金以来最大の遺贈と呼ばれている。大学には12のウェイランド基金が設立されており、それぞれ学部の奨学金や大学院のフェローシップの支援を行っている。プログラム開始以来、30以上の研究分野で175名以上の博士課程の学生がウェイランド・フェローシップを受けており、学内最大のフェローシッププログラムとなっている。スタンフォード大学には、ウェイランドの寄付による5つの寄付講座教授が設置されている。医学部のマーサ・マイヤー・ウェイランド教授職、物理学部のウィリアム・ハーシェル・ウェイランド教授職、工学部の3つのリチャード・ウィリアム・ウェイランド教授職である。また、ウェイランドは、スタンフォード大学におけるLGBTQコミュニティを支援するために、学生課、学部教育、ビジネススクール、社会イノベーションセンター、大学の一般寄付金への寄付を行っている。

## 死去
ウェイランドは2006年6月24日に銃で自殺した。彼は長年のHIVの闘病に加えて、重篤な鬱病に苦しんでいたと報告されている。